# Margot Rothe Brunner
Margot Rothe Brunner (Burgholz, Alemanya, 1926 – Calella, 3 de novembre de 2006) va ser una pionera del turisme a Calella (Maresme). El seu treball va ser fonamental en la transformació de la ciutat en una destinació turística internacional durant la segona meitat del segle xx.
Margot Rothe Brunner va néixer el 1926 a Burgholz (Alemanya). L'any 1951, poc després de la fi de la Segona Guerra Mundial, va emprendre un viatge per Europa  amb la seva amiga Inge Bütner, amb la intenció de conèixer diferents països. Durant aquest viatge van arribar a Espanya, on van decidir establir-se definitivament a Calella el 1953.
A principis dels anys cinquanta, Calella era una petita localitat dedicada a les primeres activitats econòmiques - agricultura, pesca i tèxtil -, sense una indústria turística consolidada. Margot i Inge van iniciar la promoció de la ciutat des de la frontera de La Jonquera, recomanant als turistes alemanys que la visitessin. També van establir una primera col·laboració amb la família Vila, propietària de l'únic hotel de la ciutat, que els proporcionava una comissió per cada visitant.
Com a jove periodista, Margot va aprofitar les seves connexions amb la premsa alemanya per organitzar viatges promocionals. Un dels seus grans èxits va ser aconseguir que un autocar de periodistes alemanys arribés a Calella per donar a conèixer la ciutat a l'estranger. Posteriorment, gràcies a la seva col·laboració amb l'agència Reisen Büro Lenk, va gestionar l’arribada del primer autocar de turistes alemanys, marcant l’inici del turisme internacional a la zona.
Amb l’èxit de les seves accions promocionals, Margot va fundar la primera oficina de turisme de Calella, ubicada a la carretera principal, i va escriure la primera guia turística de la ciutat, que es va convertir en un instrument essencial per a la seva difusió. Amb el temps, la seva família es va establir definitivament a la zona, on també van obrir el seu propi hotel, l'Hotel Marina. Margot va continuar treballant en la promoció turística fins a la seva jubilació.
Margot Rothe Brunner és considerada una de les figures més rellevants en la història del turisme de Calella. La seva visió estratègica i la seva capacitat per establir relacions internacionals van ser fonamentals per a la transformació econòmica i social de la ciutat, convertint-la en una destinació turística de referència.

Va morir el 2006, deixant un important llegat en el sector turístic de Calella.